# Rifugio Gerli-Porro
Das Rifugio Gerli-Porro ist eine Schutzhütte der Sektion Mailand des Club Alpino Italiano (CAI). Es liegt in den Bernina-Alpen in der italienischen Region Lombardei auf dem Gemeindegebiet der Gemeinde Chiesa in Valmalenco in der Provinz Sondrio auf einer Höhe von 1965 m s.l.m. Die Hütte ist in der Regel von Mitte Juni bis Mitte September geöffnet und verfügt über 92 Schlafplätze.

## Karte
- Landeskarte der Schweiz, 1:50.000, Blatt 278, Monte Disgrazia
- Kompass-Karte, 1:50.000, Blatt 93, Bernina – Valmalenco – Sondrio